# Kulim (district)
Kulim is een district in de Maleisische deelstaat Kedah.
Het district telt 288.000 inwoners op een oppervlakte van 770 km².